# Cleopatra (hija de Idas)
En la mitología griega Cleopatra (en griego Κλεοπάτρη) era la hija de Idas y Marpesa y también la esposa de Meleagro.

## Historia
El principal papel de Cleopatra se dio durante la guerra entre los calidonios y los curetes de Pleurón, en donde solo sus lamentos fueron capaces de conmover a Meleagro, que rehusaba luchar para proteger a su pueblo. Se dice que Meleagro, conmovido por la piedad de su esposa, luchó valientemente en la defensa de Calidón pero tuvo una amarga muerte. Cleopatra, afligida por la pesadumbre, decidió terminar con sus sufrimientos y su vida ahorcándose. Con ella también murió, de la misma manera, Altea, madre de Meleagro. Higino, en cambio, nos dice que Cleopatra murió arrojándose a las llamas de la pira funeraria. No obstante de Cleopatra y Meleagro nació una hija, Polidora. Apolodoro nos dice que, a pesar de estar casado con Cleopatra, Meleagro,estaba enamorado de Atlanta y deseaba tener hijos con ella.
Tiempo atrás Apolo había decidido raptar a la madre de Cleopatra, Marpesa, y para rememorar este evento a Cleopatra también se la llamó Alcíone. Homero nos relata esta historia:

Atrevióse Idas a armar el arco contra el soberano Febo Apolo, a causa de
la joven de hermosos tobillos (Marpesa), y desde entonces pusiéronle a Cleopatra su padre y su veneranda madre el sobrenombre de Alcíone, porque la madre, sufriendo la suerte del sufridísimo alción, deshacíase en lágrimas mientras Febo Apolo, que hiere de lejos, se la llevaba.
Homero, Ilíada IX vv. 559-563